# GSC1574-2576
GSC1574-2576 — хімічно пекулярна зоря спектрального класу A2, що має видиму зоряну величину в смузі V приблизно  8,7.

## Пекулярний хімічний склад
Зоряна атмосфера GSC1574-2576 має підвищений вміст 
Cr
.